# Brigada de Homicidios
La Brigada de Homicidios (BH) es una de las unidades especializadas de la Policía de Investigaciones de Chile cuya misión es investigar toda muerte sospechosa de criminalidad en especial homicidio, infanticidio y el suicidio con la colaboración de los peritos del Laboratorio de Criminalística (LACRIM) y del Departamento de Medicina Criminalística (DEMECRI). La BH cuenta con grupos de trabajo internos, además de contar con una Oficina de Análisis Criminal.
Se crea en 1949, siendo la Brigada Especializada más antigua de la PDI.